# 福山ばら祭
福山ばら祭（ふくやまばらまつり）は、日本の広島県福山市花園町・緑町のばら公園周辺で毎年5月中旬に開催される福山市最大の祭りである。2019年の観客動員数は86万人。主催は福山祭委員会であり、第1回開催時から、一般社団法人福山青年会議所が実行委員長を輩出している。

## 歴史
1945年8月8日の福山大空襲の惨禍を悼み、荒廃する街を憂いた福山市民有志が、1956年に福山市御門町（現在の花園町）の空き地にバラの苗約1000本を植え、1956年5月に福山ばら会主催によってバラ展示会を開催したことが福山ばら祭の起源である。その後、当時の市長徳永豊の賛同により、1957年に行政が都市公園としてのばら公園の整備に着手した。1968年にはばら公園が美しい町づくり全国コンクール最優秀賞を受賞し、第1回福山ばら祭が開催された。1985年4月、福山市の市の花にばらが制定された。1995年には、ばら公園に隣接する緑町公園に大規模な第二ばら公園が開園した。
現在は一般社団法人福山青年会議所・福山ばら会などを中心とする福山祭委員会が福山ばら祭を主催している。なお福山ばら公園は、2006年に大阪で開催された世界バラ会連合主催による世界バラ会議にて日本国内2例目の優秀ガーデン賞に選定された。
2020年は新型コロナウイルス感染症の感染拡大という未曽有の危機が世界を襲い、全国各地でイベントや祭りの中止が相次ぐ中、福山ばら祭も中止の危機に直面しました。
しかし、第1回の開催から続いてきたばら祭の伝統を途切れさせたくないとの想いから、感染リスクを最大限抑えた開催方法として、史上初のオンライン開催として、第53回という歴史を刻みました。
全国各地でイベントや祭りが中止となる中、オンラインで開催された「第53回福山ばら祭2020ネット&ラジオ おうちでばら祭」は、コロナ禍における祭りの在り方としても全国的に注目を集めました。

## 祭りの内容
福山市花園町のばら公園、緑町の緑町公園、中心部の商店街を中心にローズステージ、ローズウェディング、ローズパレードなど多彩なイベントが開かれる。第39回目の2006年は福山市政90周年記念事業として、5月20日（土曜日）と21日（日曜日）の両日に開催され、過去最高の84万人の人出を記録した。また祭り期間中に出た各種ゴミを100パーセント全量リサイクルするという目標を達成した。第53回目の2020年は、福山ばら祭にSDGs(持続可能な開発目標 - Sustainable Development Goals)を導入する。

## 会場
主に福山市花園町、緑町周辺がメイン会場となっている。祭り期間前後には福山駅前、商店街などいたるところに約100万本以上のバラが咲き乱れる。

## テーマ曲
2006年度ばら祭り公式テーマソング「心に咲く花」（坪北紗綾香　作詞・作曲・唄）